# 보스턴 헤럴드

보스턴 헤럴드(Boston Herald)는 미국 보스턴 지역에서 발행되는 일일신문이다.